# Haszeki szultána

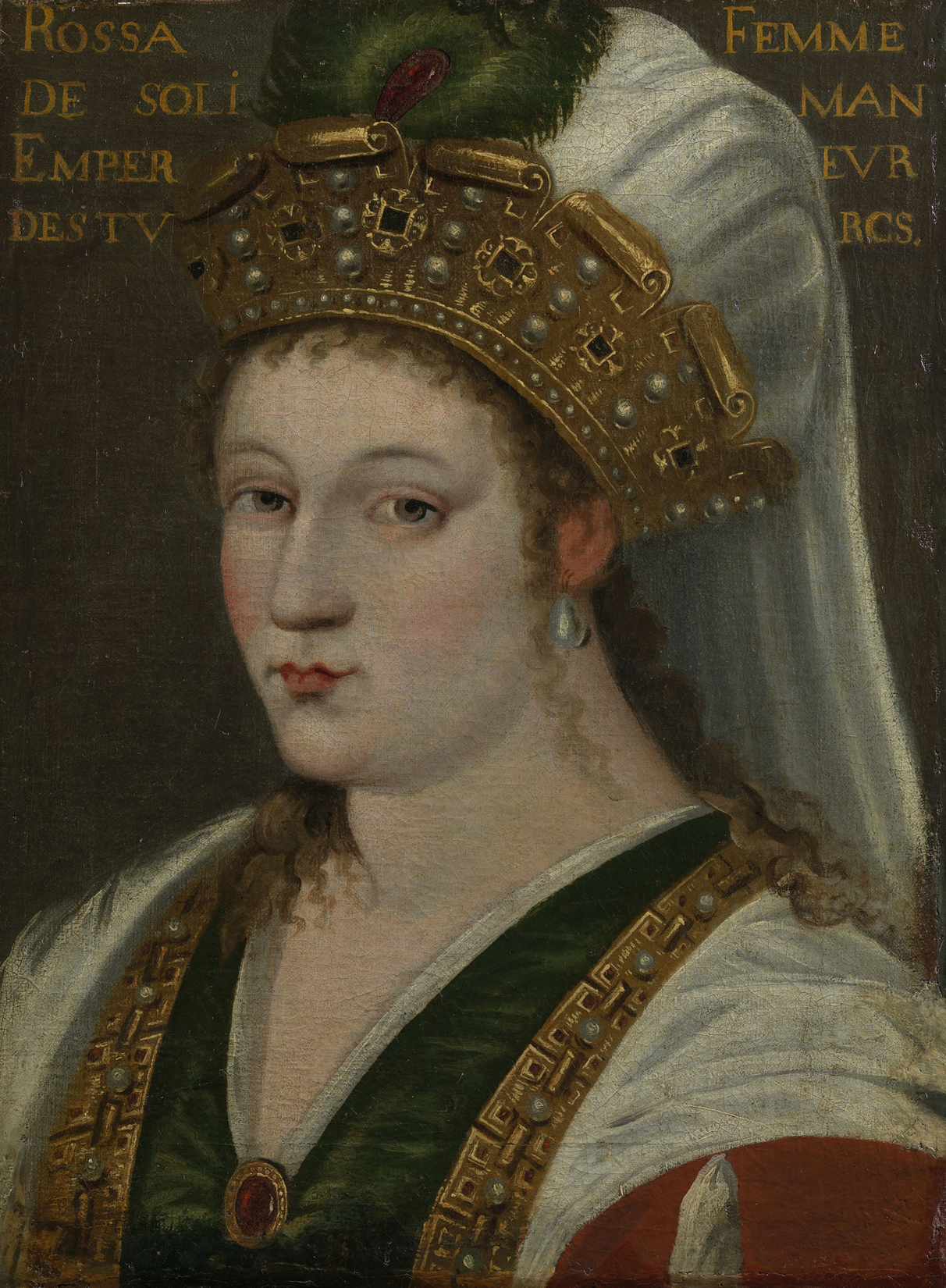
Hürrem szultána portréja, Angol Királyi Gyűjtemény

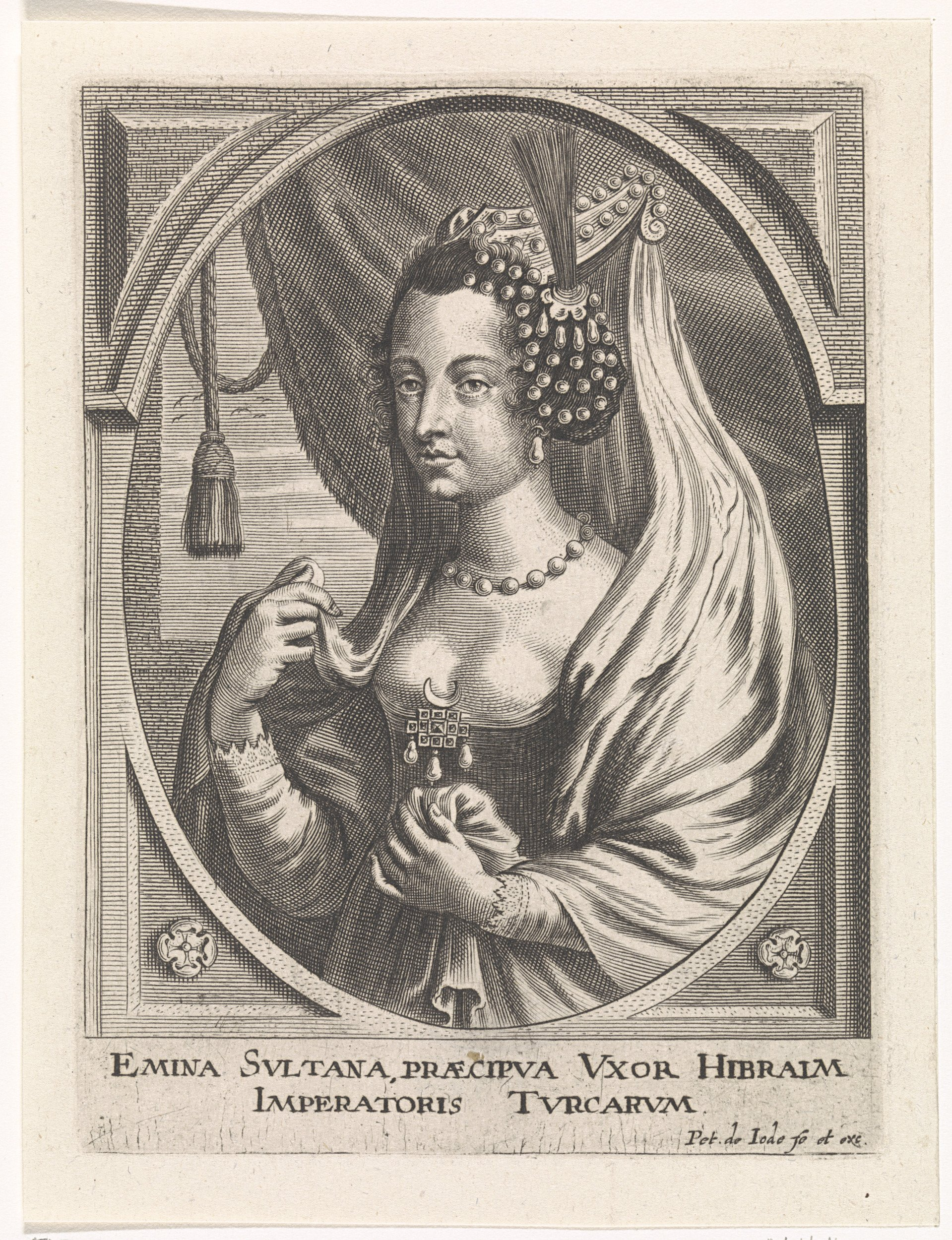
Turhan Hatidzse szultána

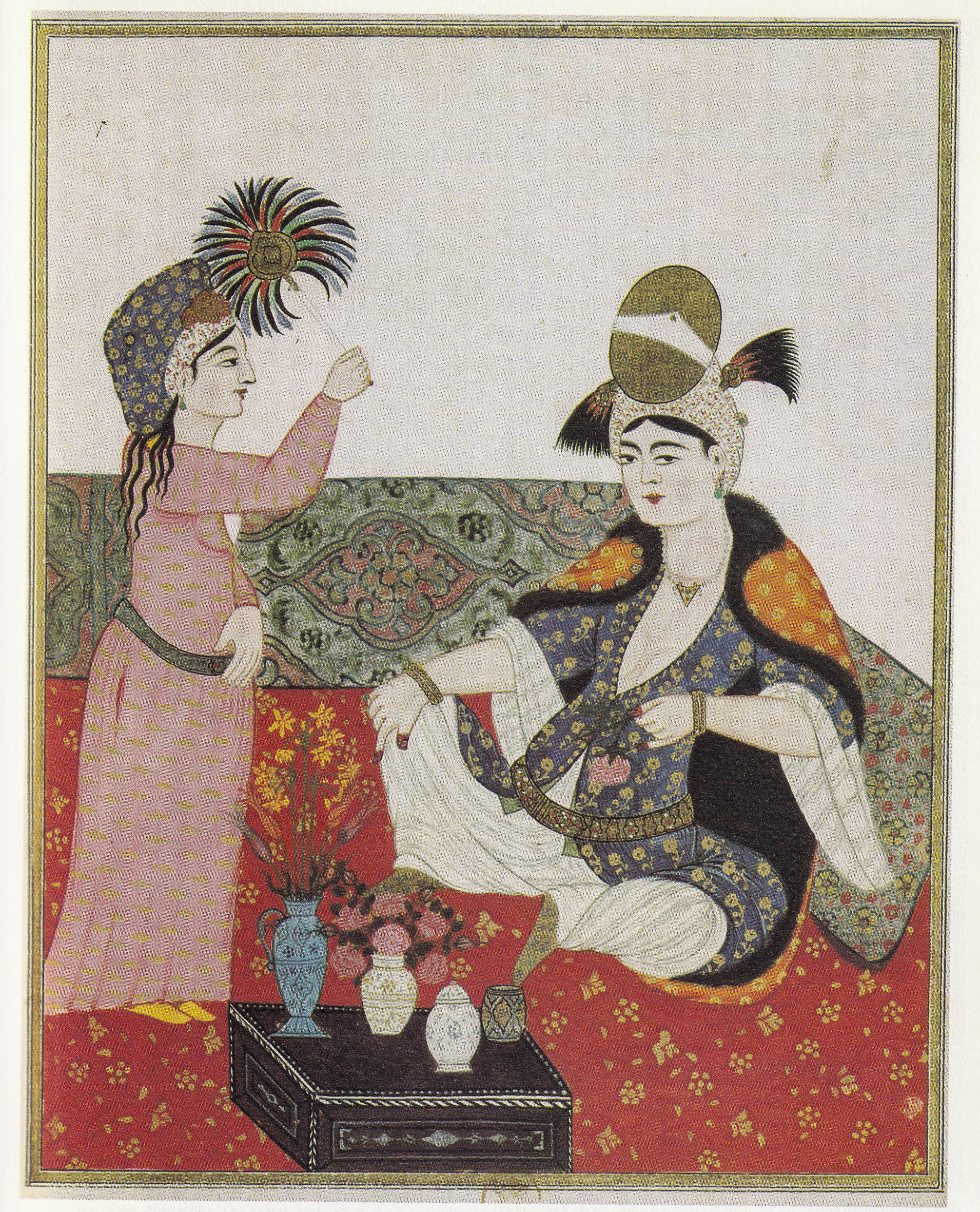
Haszeki szultána korabeli ábrázolása

A haszeki szultána egy oszmán titulus, mely a szultán feleségének járt. Már a birodalom korai időszakától haszekinek nevezték a szultánok első számú ágyasának tartott személyt, de a tisztség ténylegesen és törvényesen csak 1534 és 1687 között létezett. Az első haszeki szultána Hürrem szultána volt, I. Szulejmán szultán felesége, aki rabszolgából lett az egyik legbefolyásosabb nő a kora újkorban.

## A tisztség története
Hürrem szultána 1520 körül került a Topkapı palotába, ahol Szulejmán ágyasává lett. Miután a szultán anyja, Ajse Hafsza, a válide szultána meghalt, szerepköreit Hürrem vehette át, sőt, a szultán feleségül is vette, ami nagy dolognak számított, mivel egészen idáig a szultánok nem házasodtak. Bár a házasságkötés időpontja ismeretlen, de valószínű, hogy Ayşe Hafsa halála előtt történt. Ezzel létrejött a haszeki szultána tényleges intézménye. 
A haszeki hivatalos megszólítása Devletlû İsmetlu (kapott név) Haseki Sultân Aliyyetü'ş-Şân Hazretleri volt.
Az utolsó haszeki szultána Emetullah Rábia Gülnus szultána volt, amikor is ura, IV. Mehmed szultán 1687. november 8-án meghalt. Ezzel megszűnt haszeki szultána törvényes mivolta.

## A címmel járó hatalom
A válide szultána hiányában szerepkörét a haszeki töltötte be. Ő volt az Topkapı palota és a szultáni hárem irányítója, az asszonyok vezetője a birodalomban. A hatáskörébe tartozó ügyekbe maga a szultán sem szólhatott bele. A haszeki szultánák hatalma olykor jóval a szultán fölé kerekedett. A haszekik és validék általában a szultán gyengekezűsége vagy fiatalkora miatt tettek szert hatalomra, ám Hürrem szultána pont az ellenkezője volt, ugyanis Szulejmán nagy hatalma alapozta meg az övét.
A haszeki szultána sokszor államügyekben is tanácsadója volt az uralkodónak. De facto alapon a haszeki az uralkodó társuralkodója volt, sőt, egyesek (pl. Köszem szultána) hivatalos kormányzói tisztséget kaptak.

## Haszeki szultánák
A haszeki szultánák listájához lásd a Haszeki szultánák listája cikket!

## Kapcsolódó szócikk
- Szultáni szeráj